# Ford Rouge Plant

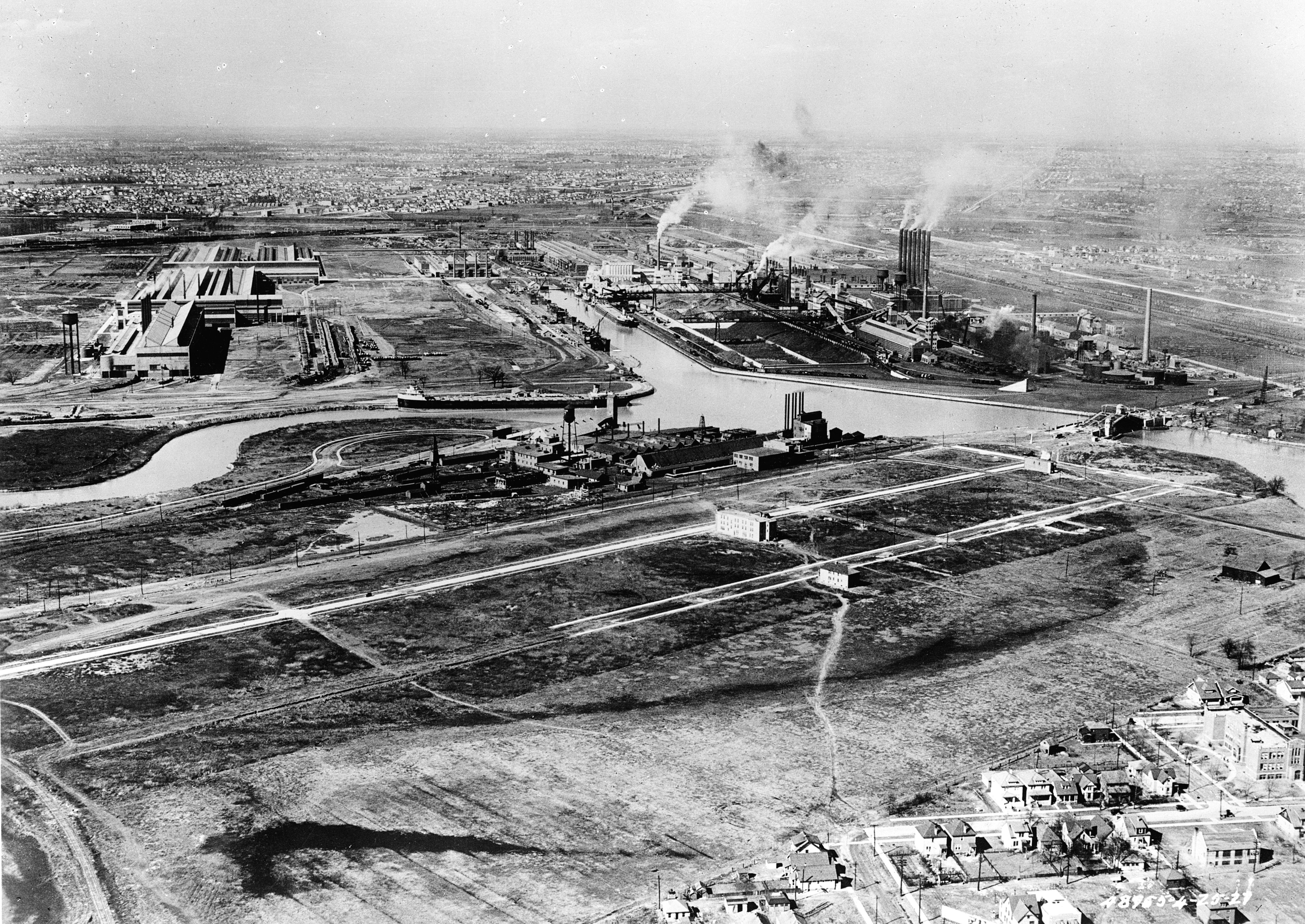
Fords fabrikkomplex i River Rouge utanför Detroit 1928.

Ford River Rouge Complex är Ford Motor Companys bilfabrik i Dearborn, Michigan vid Rougefloden. Fabriken började uppföras 1917 och när den var klar 1928 var det världens största integrerade bilfabrik. På fabriken tillverkas idag Ford F-150. Tidigare har bland annat Ford Mustang (1964–2004) och Mercury Cougar (1966–1973) tillverkats här.
Delar av komplexet ritades av arkitekten Albert Kahn.
Konstnären Diego Rivera studerade tillverkningen på fabriken inför skapandet av sina muralmålningar Detroit Industry som färdigställdes 1933 och sedan dess visas på Detroit Institute of Arts.